# Chromis verater
Espèce
Chromis verater est une espèce de poissons de la famille des Pomacentridae.